# جورج دبليو. جونسون (موسيقي)
جورج دبليو. جونسون (بالإنجليزية: George W. Johnson)‏ هو موسيقي ومغني أمريكي، ولد في 1846 في فرجينيا في الولايات المتحدة، وتوفي في 23 يناير 1914 في نيويورك في الولايات المتحدة.

## وصلات خارجية
- جورج جونسون على موقع ميوزك برينز (الإنجليزية)
- جورج جونسون على موقع ديسكوغز (الإنجليزية)